# 379130 Lopresti
379130 Lopresti este o planetă minoră (asteroid) din centura de asteroizi. A fost descoperită pe 15 februarie 2009 la osservatorio astronomico della Montagna Pistoiese⁠(d) de Luciano Tesi⁠(d). 
Obiectul prezintă o orbită caracterizată de o semiaxă mare de 3,1231306286857 UAi, o excentricitate de 0,27638439832083, o înclinație de 10,781863610493 ° în raport cu ecliptica.